# Kamilo Blagaić
Kamilo Blagaić (Boričevac, 16. ožujka 1861. – Zagreb, 7. rujna 1933.) je hrvatski pjesnik i prozaist, mikolog amater i skupljač hrv. narodnih pjesama rodom iz Boričevca. Bio je poliglot te cijenjena osoba u zajednici. 

## Životopis
Rodio se je u Boričevcu. 
Pisao je pjesme i prozu. Bio je veliki zaljubljenik u prirodu. Osobita su mu strast bile gljive, koje je proučavao preko 30 godina, nakon čega je objavio knjigu o njima.
Kao poliglot i vrlo cijenjena osoba u zajednici pa ga je kao takvog primila Družba "Braća Hrvatskoga Zmaja", gdje je uzeo zmajsko ime Zmaj Blagajski.
Radio je na željeznici. Cijeli je radni staž proveo ondje. Bio je šefom nekoliko kolodvora. Umirovio se u statusu višeg inspektora Državnih željeznica. 
Umro je 1933. u Zagrebu. 

## Djela
- Gljive naših krajeva, 1931.

## Priznanja
Njemu u čast zove se gljivarsko društvo iz Zagreba, prvo koje je osnovano u Hrvatskoj (1983., osnivač Romano Božac).

## Vanjske poveznice
- Gljivarsko društvo Kamilo Blagaić  Arhivirana inačica izvorne stranice od 10. lipnja 2012. (Wayback Machine)